# St James (Città del Capo)
St James è un villaggio costiero affacciato sulla Falsa Baia situato sulla penisola del Capo in Sudafrica.
Posizionato tra Muizenberg e Kalk Bay, St James è uno dei centri abitati più piccoli di tutta la municipalità metropolitana di Città del Capo, misurando infatti solo 1,5 km di lunghezza.

## Società
Situato all'interno del più esteso sobborgo di Muizenberg, a sudovest del centro di Città del Capo, St. James è casa per più di 491 residenti, principalmente bianchi (79,8%). I neri, gruppo etnico maggioritario del Paese, non rappresentano invece che il 7,3% degli abitanti, mentre i coloured si attestano al 6,7%.
L'86,56% della popolazione utilizza come lingua madre l'inglese, il 6,11% l'afrikaans e il 2,24% la lingua xhosa.